# FARK
Forcat e Armatosura të Republikës së Kosovës, förkortat FARK, (svenska: Republiken Kosovos väpnade styrkor) var en kosovoalbansk paramilitär rörelse grundad 1998 i Oslo i Norge av Ahmet Krasniqi (mördad), ledd av Bujar Bukoshi och hans regering i exil. Bukoshi ville skapa en väpnad styrka å Kosovos exilregerings vägnar då en väpnad konflikt med den serbiska armén föreföll vara oundvikligt. FARK hade en militärbas i norra Albanien och gick in i västra Kosovo för att strida mot serbiska styrkor. FARK kom dock i konflikt med UÇK-gerillan om ledarställningen i regionen Dukagjini, blev slagen och var tvungen att dra sig tillbaka till Albanien. Många av medlemmarna i FARK gick därefter samman med UÇK-gerillan i kampen mot de serbiska styrkorna.